# Kate Austen
Kate Austen är en fiktiv rollfigur i TV-serien Lost och spelas av Evangeline Lilly.

## Historia
Kate växte upp i Iowa, USA. Hon är dotter till servitrisen Diane och soldaten Sam. Diane och Sam skiljde sig när Kate var liten och Diane gifte om sig med Wayne, en våldsam alkoholist. Kate fick nog av Waynes destruktiva natur, och tog ut en livförsäkring på honom innan hon sprängde deras hus medan Wayne låg och sov där. Kate erkände detta för sin mor innan hon rymde. Diane kontaktade polisen och Kate arresterades på en busstation av polismannen Edward Mars. När Kate skulle transporteras till häktet kraschade bilen på grund av en häst på vägen, vilket möjliggjorde en flykt för Kate.
Kate konfronterade Sam angående Wayne och han avslöjade att Wayne i själva verket var hennes biologiske far. Kate blev mycket upprörd av detta besked och fortsatte därefter sitt liv på rymmen.
Kate var fortfarande mycket besviken på Diane för att hon angav henne till polisen. Kate mötte, under aliaset Lucy, en bedragare vid namn Cassidy Phillips, som hjälpte henne att arrangera ett möte med Diane, där Kate fick möjlighet att fråga henne varför hon anmälde henne. Diane svarade att hon älskade Wayne, trots hans alkoholism.
Efter månader på rymmen får Kate veta att Diane är döende i cancer, och hon bestämmer sig för att besöka henne. Kate återvänder till sin hemstad och tar kontakt med sin barndomsvän Tom, som nu arbetar som läkare på sjukhuset Diane är inlagd på. Tom och Kate gräver upp sin tidskapsel som de gjorde när de var unga, bland föremålen finns ett litet leksaksplan.
När Kate kommer till sjukhuset för att besöka sin mor börjar Diane skrika på hjälp. Under Kates flykt från sjukhuset blir Tom skjuten och Kate tvingas överge honom.
Senare arrangerar Kate ett rån i New Mexico tillsammans med ett antal andra kriminella för att kunna återta Toms leksaksflygplan. Kate skjuter under rånet ledaren i gruppen i benet för att förhindra honom att skada någon i gisslan.
Kate var på flykt undan rättvisan i Australien men mannen hon bodde hos angav henne för polisen, som tog henne till fånga. Hon skulle transporteras hem till USA på flygplanet som havererade.

## På ön
Hennes övervakare fick allvarliga skador vid haveriet som Jack i det längsta försökte behandla, men till slut tog de hans liv av barmhärtighetsskäl.
Kate dras till både Jack och Sawyer. Jack är hennes hjälte, medan Sawyer är hennes jämlike. I ilska avslöjade dock Sawyer Kates förflutna för gruppen, som inte behandlat henne på samma sätt efteråt.
I säsong tre förändras dock förhållandet mellan Jack, Sawyer och Kate när de tre blir tillfångatagna av ”De andra”. Jack hamnar på ett ställe medan Sawyer och Kate placeras tillsammans på en annan plats. När Kate inser att ”De andra” vill döda Sawyer tar hon sig in i isbjörnsburen där han sitter fången och skriker åt honom att springa och rädda sig själv. Sawyer erkänner då att han fått reda på att de sitter isolerade på en annan mindre ö de inte kan ta sig ifrån men att han inte erkänt det för Kate eftersom han ville att hon skulle fortsätta hysa hopp om räddning. Denna känslomässiga konversation slutar med att Sawyer och Kate har sex i buren vilket inleder deras stormiga förhållande.
Efter att Sawyer varit villig att offra livet för att rädda Kate undan ”De andra” lyckas de till slut fly, tack vare Jacks hjälp. Sawyer och Kate tar sig tillbaka till de överlevandes läger tillsammans med en utstött av ”De andra”. Kate säger att hon är skyldig Jack att rädda honom och ger sig av tillbaka till ”De andra” för att hjälpa honom.
När Kate hittar Jack envisas han med att ta med sig Juliet tillbaka, ”De andras” fertilitetsdoktor, som Jack fått förtroende för. Kate litar inte på Juliet och värre blir det när det visar sig att Kate kan vara gravid med Sawyers barn och att Juliet från början var sänd till överlevarnas läger för att lokalisera gravida kvinnor som "de andra" vill kidnappa i utbildningssyfte. Juliet var nämligen förd till ön för att lösa mysteriet om varför gravida kvinnor dör på ön.

## Efter ön
I säsongsavslutningen av säsong 3 är Kate den karaktär som tillsammans med Jack avslöjas vara två av dem som lyckats ta sig av ön. De möts på en flygplats och i säsongens sista scen säger Jack att de måste åka tillbaka. Kate nekar att följa med.
I säsong fyra avslöjas Kate officiellt som en av medlemmarna i Oceanic 6, de sex som lyckas ta sig från ön, och under säsongens gång visar det sig att hon blivit mamma, inte åt sitt och Sawyers barn utan åt Claires son Aaron.
Det är bland annat tack vare att hon tros vara nybliven mamma som hon slipper fängelse för mordet på sin far och istället döms till tio års skyddstillsyn och inte får lämna Los Angeles. På väg från ön i helikopter visar det sig att helikoptern har en bränsleläcka och att den kommer haverera i havet om inte överflödig vikt slängs överbord. Sawyer kysser Kate, viskar något i hennes öra och hoppar ut för att rädda hennes liv.
Efter Sawyers hopp ska de på helikoptern landa på ett skepp och laga läckan för att kunna hämta Sawyer men på båten finns en bomb som hotar att explodera. Med ytterligare några överlevare lättar därför helikoptern igen och beger sig tillbaka mot ön. Då flyttas ön av Benjamin Linus och efter att den försvunnit och båten exploderat finns ingenstans att landa varpå Kate och de andra till slut havererar i vattnet och senare räddas av Penelope Widmore. Efter detta, när Kate kommit tillbaka till fastlandet, upprätthåller hon och resten av Oceanic 6 lögnen om att bara de överlevt flygplanshaveriet med Oceanic 815 och att de ensamma överlevt på en ö, dock inte den ö de egentligen varit på. Anledningen till lögnen sägs vara att om de håller tyst kommer de onda männen som skickats till ön inte kunna hitta eller skada vara sig Oceanic 6 eller de som blev kvarlämnade.
Tystade av lögner, dåligt samvete och oro för allas säkerhet finner Jack och Kate tröst i varandra och inleder ett mamma-pappa-barn-förhållande tillsammans med Aaron. Dock visar det sig att Kate har lovat Sawyer att göra något och när hon vägrar berätta för Jack vad det rör sig om får deras förhållande ett abrupt slut. Innan en svartsjuk Jack stormar ut kräver han att få veta vad Kate uträttar åt Sawyer, men slutligen väljer Kate sitt löfte till Sawyer före sitt förhållande med Jack.
En alkoholiserad och drogpåverkad Jack menar senare att de alla måste återvända till ön, men Kate vägrar. Båda har haft besök av Jeremy Bentham, och han har beskyllt Jack för att det är hans fel att "mycket hemska saker" hände på ön efter att Oceanic 6 räddades. Till skillnad från Jack tror Kate att Bentham/Locke är galen.
Kate får nattliga telefonsamtal och om de spelas upp baklänges säger rösten att hon måste "återvända till ön innan det är försent", men samtidigt har hon också drömmar om Claire, Aarons riktiga mamma som mystiskt försvann på ön några dagar innan Oceanic 6 räddades, och hon säger åt Kate att absolut inte ta Aaron tillbaka till ön. Kate är kluven och vet inte vad hon ska göra.

## Ursprung
- I det ursprungliga manuset, där Jack dog, var tanken att Kate skulle ta på sig ledarrollen för gruppen.
- Den ursprungliga rollfiguren Kate var en lite äldre kvinna som separerades från sin man som gick på toaletten i den bakre delen av flygplanet. Denna karaktärisering blev dock istället använd för Rose och hennes make Bernard.
- Kim Yoon-jin (Sun) provspelade för rollen som Kate. Producenterna var imponerade av hennes insats och skrev rollen som Sun för henne.